# 사가 미술대학
교토사가예술대학(일본어: 京都嵯峨芸術大学, 영어: Kyoto Saga University of Arts)는 2001년에 설립된 교토부 교토시 우쿄구에 있는 일본의 사립대학이다. 줄여서 사가예대(嵯峨芸, 사가게이), 단과대학의 경우 전신교의 약칭인 사가미대(嵯峨美, 사가비)라고 불린다.